# Nash Ambassador
Ambassador fue el nombre del modelo aplicado a la línea superior de automóviles Nash desde 1932 hasta 1957. El Rambler Ambassador (entre 1958 y 1965), después conocido como American Motors Ambassador (de 1966 a 1972), y por último como AMC Ambassador (entre 1973 y 1974), fueron los productos de American Motors Corporation (AMC) que continuaron usando el nombre Ambassador en sus modelos de primera línea, convirtiéndolo en "uno de los nombres más longevos en la historia del automóvil."
Desde 1927 hasta mediados de 1932, el nombre Ambassador se aplicó a un estilo de carrocería sedán de alta gama, uno de los modelos superiores más prestigiosos de Nash. La serie Ambassador fue el "buque insignia" de la gama de la firma Nash.

## Ambassador sedán 1927-principios de 1932

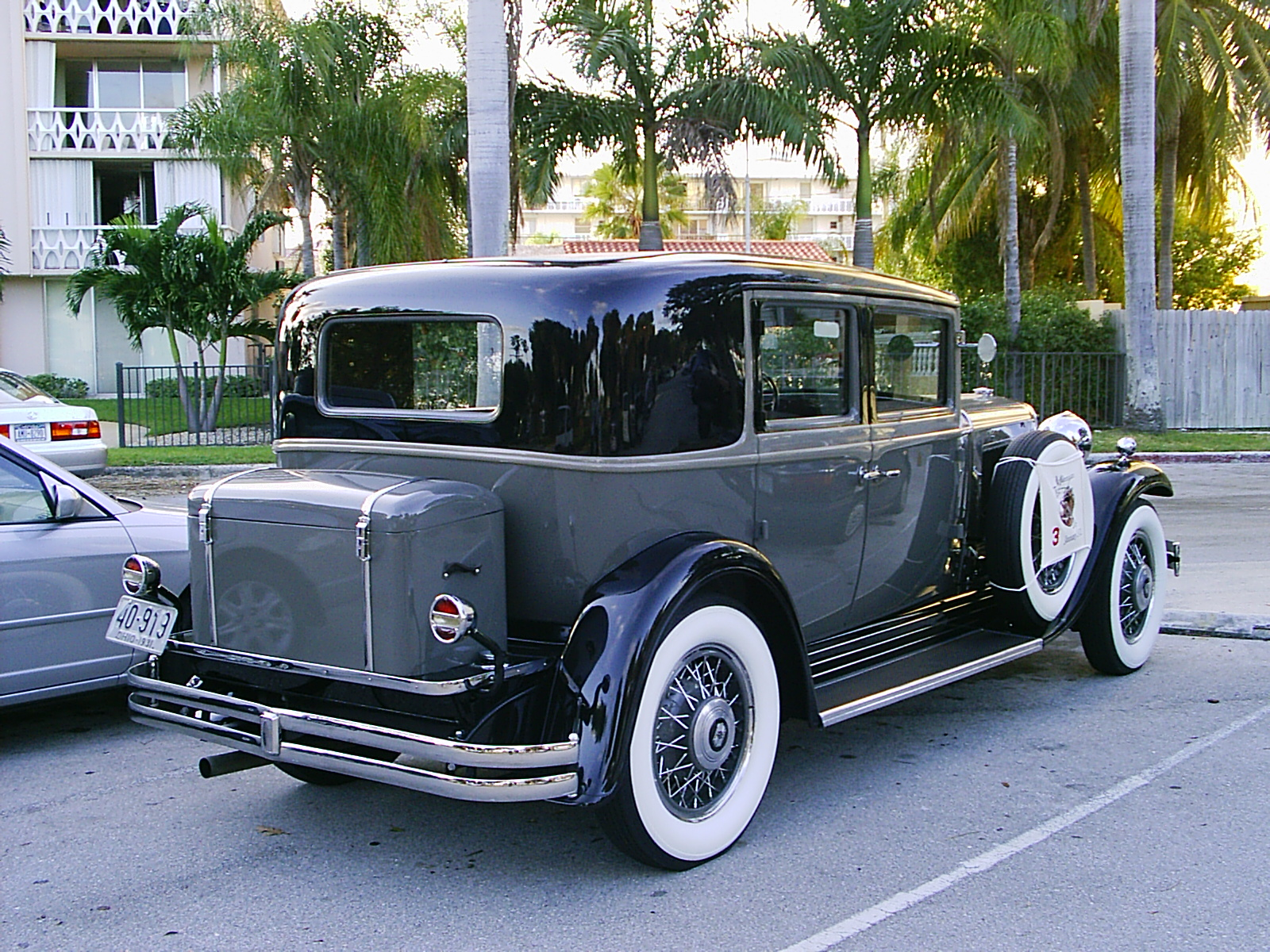
Nash Eight-90 Ambassador sedán de 1931

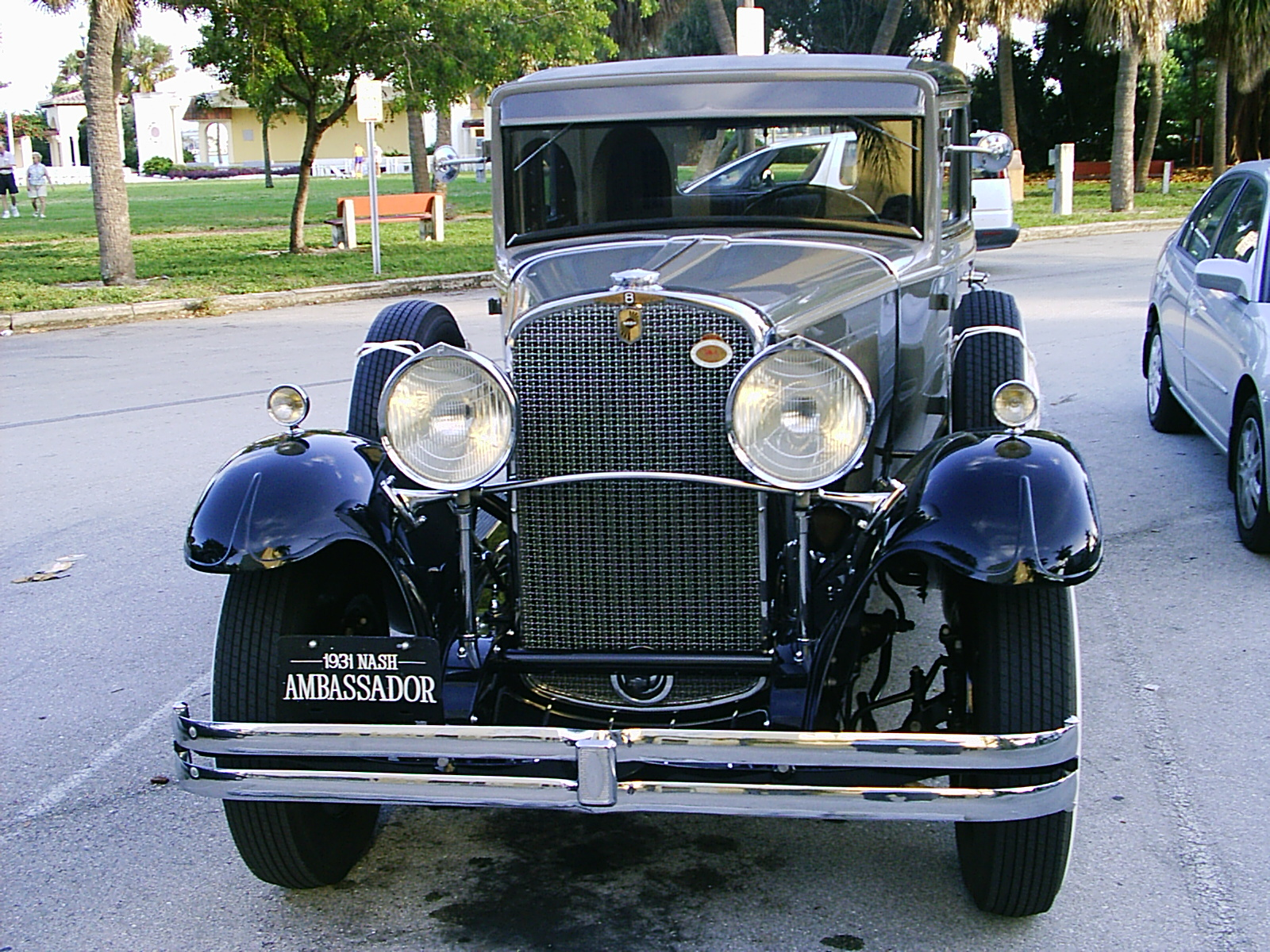
Nash Eight-90 Ambassador sedán de 1931

El primer uso por parte de Nash Motors del nombre Ambassador le correspodió al modelo del año 1927, cuando se desarrolló una versión sedán de cuatro puertas y cinco pasajeros especialmente recortada del "Nash Advanced Six" (modelo designado 267). Como el automóvil más caro de la línea, el Ambassador recibió mejoras prémium en tapicería y otros elementos de acabado por un precio base de 2090 dólares (franco fábrica).
Las exportaciones representaron casi el 11% de la producción de Nash en 1927, siendo sus automóviles comprados por varias familias reales. Por ejemplo, el rey Guillermo de Suecia y Noruega visitó personalmente la fábrica de Nash en Kenosha, Wisconsin, en 1927, y los trabajadores escandinavos de la fábrica le entregaron su sedán Brougham de cuatro puertas Nash Ambassador Six (Modelo 267).
El modelo Ambassador perdió su posición como el automóvil más caro de Nash en 1929, con la introducción de los modelos sedán de siete pasajeros y la limusina como modelos para el año 1934.
El Ambassador permaneció en la gama Advanced Six hasta 1930, cuando el modelo se trasladó a la serie "Nash Twin Ignition Eight". En 1931, el engorroso nombre "Twin Ignition Eight" sería reemplazado por una designación más simple, "Eight-90".
El Classic Car Club of America (CCCA) reconoce a todos los Nash 1930 Series 490, 1931 Series 890 y 1932 Series 990 como clásicos completos (incluido el Ambassador).
| Año  | Motor                     | Potencia             | Muelles       | Frenos             | Transmisión      | Batalla           | Diámetro ruedas |
| ---- | ------------------------- | -------------------- | ------------- | ------------------ | ---------------- | ----------------- | --------------- |
| 1929 | 278,4 plg³ (4,6 L) OHV I6 | 78 HP (58 kW; 79 CV) | semielípticos | 4 ruedas mecánicos | 3-marchas manual | 130 plg (3302 mm) | 20 plg (508 mm) |

## Nash Ambassador, mediados de 1932-1948

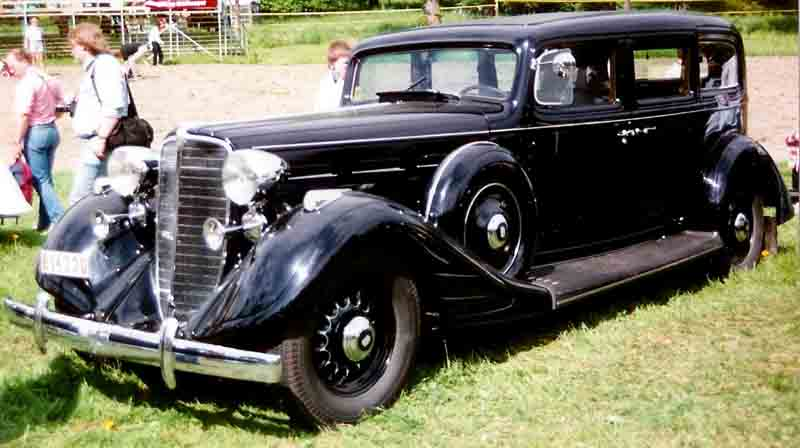
Nash Ambassador de 1934

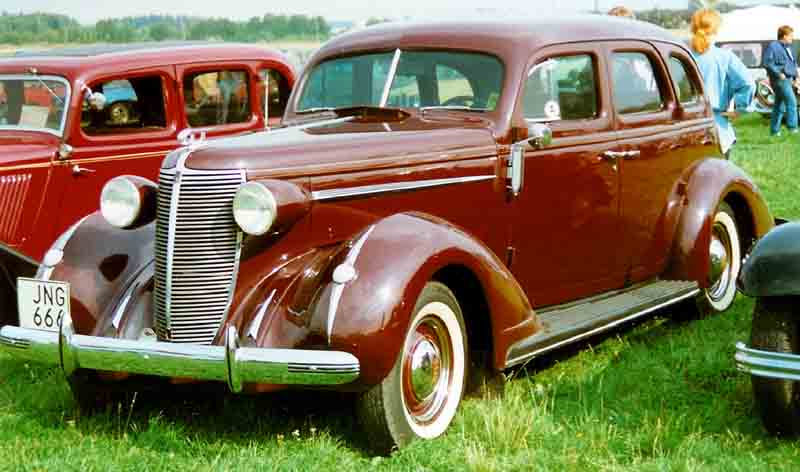
Nash Ambassador Six sedán de 1937

A mediados de 1932, Nash estableció el "Ambassador Eight" como una gama de modelos independiente, ofrecida en varios estilos de carrocería, incluidos cupés y victory. Con una batalla de 133 pulgadas (3378 mm) o de 142 pulgadas (3607 mm), los Ambassador utilizaban un motor de ocho cilindros en línea con doble encendido y válvulas en cabeza de 322 pulgadas cúbicas (5,3 L) y 125 HP (93 kW; 127 CV). Todos los coches fueron magníficamente decorados y ganaron el título de "Kenosha Duesenberg" por su calidad, durabilidad, estilo y velocidad. La CCCA ha reconocido todas las series de 1932 Advanced 8 y Ambassador 8, así como a las Nash Ambassador 8 de 1933 y 1934 como clásicas completas.
Estos vehículos formaron parte de la segunda serie de Nash de 1932, que incluía carrocerías completamente nuevas y actualizaciones de ingeniería para todos los modelos producidos por la compañía. Aparte de General Motors, Nash fue el único fabricante de automóviles que obtuvo ganancias en 1932.
Para 1934, Nash introdujo un estilo completamente nuevo, llamado "Speedstream", con un uso generoso de molduras ornamentales en los paneles de la carrocería y guardabarros, de una manera muy aerodinámica e inspirada en el art déco. Los diseños fueron influidos por el conde ruso Alexis de Sakhnoffsky, y las nuevas carrocerías presentaban perfiles aerodinámicos, faros en forma de bala, nervaduras horizontales en el capó, faldones en las ruedas traseras y cofres de equipaje integrados con una parte trasera completa en forma de cola de castor. La serie Ambassador Eight de este año se limitó a varios estilos de carrocería sedán de cuatro puertas.
El Nash Ambassador Eight vio la aparición de una nueva competencia con automóviles como el LaSalle, Auburn V-12, REO-Royale 8, Buick Series 34-90 y Chrysler Imperial Airflow rediseñados y con menor precio.
El modelo del año 1935 vio otro cambio de estilo completo, conocido como "Aeroform", y una mayor reducción de tipos de carrocería, así como un nuevo sedán de dos puertas agregado a la serie Ambassador Eight. Sin embargo, el modelo de 1935 pasó a construirse sobre una distancia entre ejes de 125 pulgadas (3175 mm) mucho más corta y utilizó el motor Advanced Eight más pequeño. Nash ya no fabricaría los grandes coches clásicos de 1930-1934.
Si bien el Ambassador se había ofrecido solo con los motores de ocho cilindros en línea de Nash desde mediados de 1932 hasta 1935, el Ambassador Six de 1936 también agregó los motores de seis cilidros en línea más grandes de Nash, en un modelo de distancia entre ejes de 121 pulgadas (3073 mm), anteriormente conocido como Advanced Six. En 1937 Nash adquirió la Kelvinator Corporation como parte de un acuerdo que permitió que el sucesor designado directamente por el propio Charlie Nash, George W. Mason, se convirtiera en presidente de la nueva Nash-Kelvinator Corporation. Los modelos de 1937 vieron el regreso de los cupés y de los descapotables a las líneas Ambassador. Desde 1936 en adelante, los modelos sénior de Nash utilizaron carrocerías idénticas, empleando una distancia entre ejes, capó y guardabarros delanteros más largos (además de sutiles aumentos de ajuste) para proporcionar señales visuales para poder diferenciar los modelos Eight más costosos de los Six menos costosos.
A partir de 1937, incluso la serie LaFayette de bajo precio se incluyó en este plan. Esta fórmula básica se utilizó en el AMC Ambassador final en 1974, con la excepción del período 1962-1964, cuando el Rambler Ambassador y el Rambler Classic compartían la misma distancia entre ejes y la misma forma frontal. En 1937, Sinclair Oil Corporation contrató al famoso jugador Babe Ruth como reclamo de un concurso de béisbol en el que cada semana se daba como premio un sedán Nash Ambassador Eight de 1937.
Para los modelos de los años 1941 y 1942 (excepcionalmente) todos los vehículos Nash se convirtieron en Ambassador, con distancias entre ejes largas y cortas. El Ambassador Eight ahora compartía la distancia entre ejes de 121 pulgadas del Ambassador Six. El Nash Ambassador 600, construido sobre una distancia entre ejes de 112 pulgadas (2845 mm), se convirtió en el primer automóvil popular que se fabricó en los Estados Unidos utilizando el tipo de construcción monocasco (que Nash denominó "Unitized"). Desde 1941 hasta 1948, los modelos Nash Ambassador colocaron esta estructura monocasco encima de un bastidor convencional, creando así un automóvil sólido y robusto. También fue uno de los primeros en el segmento de mercado de "bajo precio" con suspensión de muelles helicoidales en la parte delantera y trasera, "dándole la mejor conducción de su clase". En el espíritu de los recortes provocados por la Segunda Guerra Mundial, los Ambassador Six y Eight eliminaron el encendido doble en 1942, volviendo a una sola bujía por cilindro. El Ambassador 600 de 1941-42 también fue el único impulsado por un motor con culata de válvulas en L. Nash permanecería con este sistema durante la posguerra entre 1946 y 1948, aunque el 600 ya no sería conocido como Ambassador.
Según lo ordenado por el gobierno federal, Nash suspendió la producción de turismos durante la Segunda Guerra Mundial (1942-1945). Cuando se reanudó la producción después de la guerra, los Eight ya no formaban parte de la gama. El Ambassador Six de 1946 era ahora el tope de la línea Nash. En 1946 la firma introdujo una versión con paneles de madera del Ambassador llamada "Suburban". Con una estructura de fresno de alta calidad y paneles de caoba suministrados por Mitchell-Bentley de Owosso (Míchigan), la carrocería del Suburban se basó en el atractivo sedán "slipstream", un clásico diseño aerodinámico de los años 1940. Diseñado como un buque insignia, el Suburban, como todos los demás Nash, presentaba opciones como la sobremarcha "Cruising Gear", un calentador "Weather-Eye" que marcó tendencia y una radio Zenith con control remoto, que permitía al conductor cambiar de estación mediante un pedal. La producción estaba rigurosamente limitada, y Nash vendió exactamente 1000 ejemplares entre 1946 y 1948. Se agregó un convertible a la gama Ambassador para 1948, y se produjeron hasta otras 1000 unidades de este estilo de carrocería de solo un año.

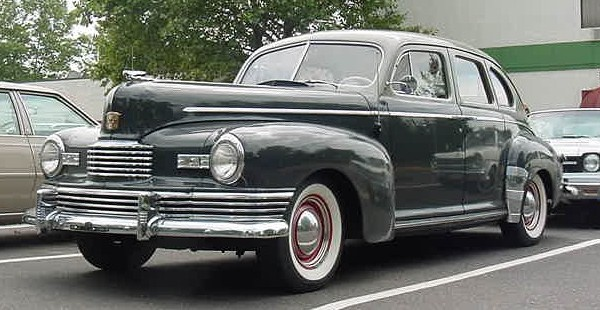
Nash Ambassador Slipstream 4-puertas sedán (1946)
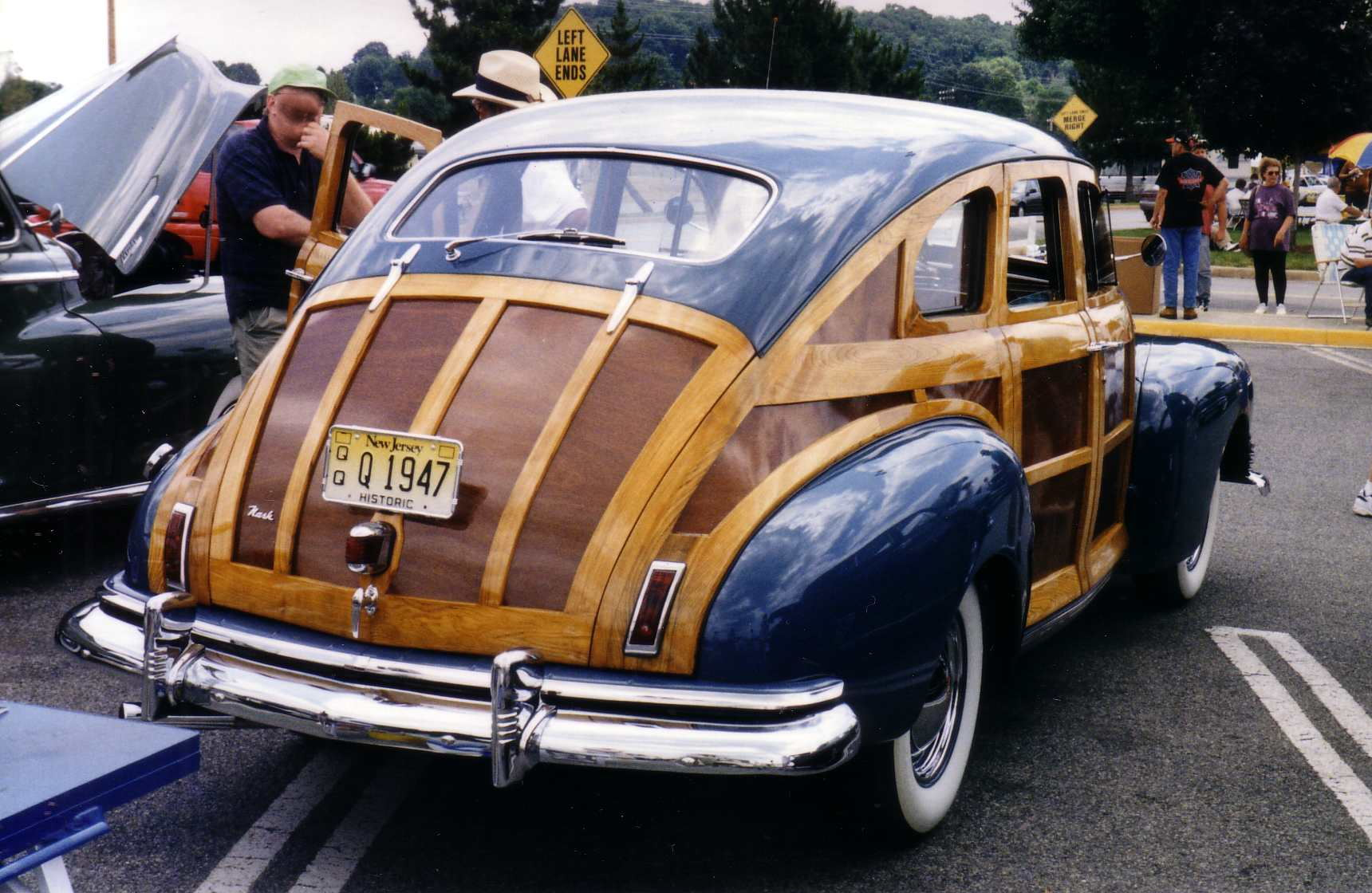
Nash Ambassador Suburban 4-puertas (1947)
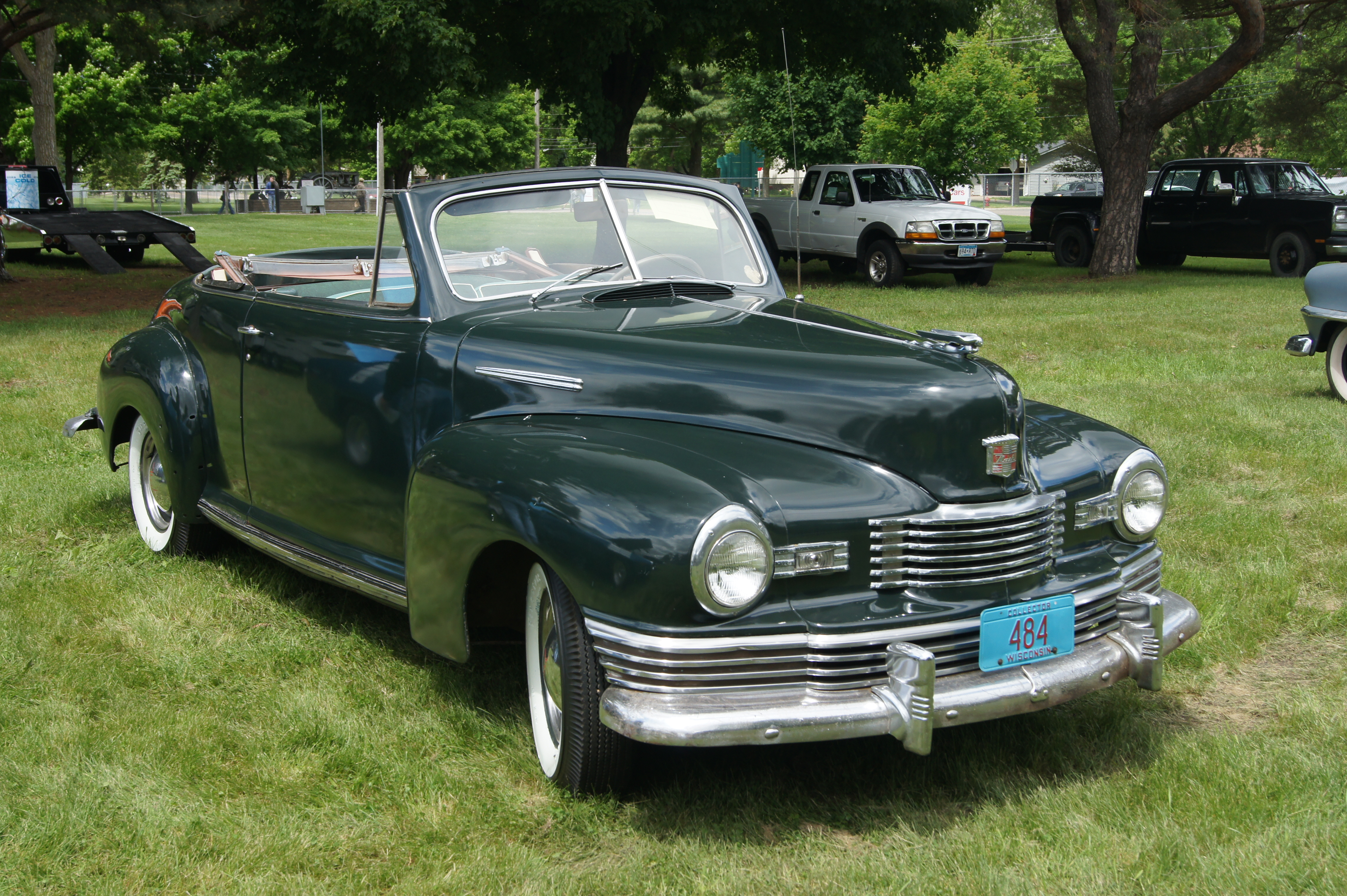
Nash Ambassador Custom Convertible (1948)

## 1949-1951
El presidente de Nash-Kelvinator, George Mason, daba mucha importancia al resultado económico de la compañía, pero también quería ser "un poco atrevido, audaz y fuera de la corriente principal" al producir "automóviles notablemente diferentes de los de los tres grandes productores". El vicepresidente de Ingeniería de Nash, Nils Eric Wahlberg, tuvo acceso a un túnel de viento durante la guerra y pensaba que los coches del futuro deberían aprovechar la aerodinámica para obtener notables mejoras. La compañía utilizó los ingresos de sus contratos de guerra para desarrollar un automóvil que era "la forma más aerodinámica en la carretera" y con un perfil 6 pulgadas (152 mm) más bajo que los diseños anteriores. Mason también se decidió a construir un gran automóvil familiar aerodinámicamente eficaz para el mercado de la posguerra e incluso defendió las ruedas carenadas del diseño como una característica innovadora y audaz. El automóvil resultante reflejaba las nociones aerodinámicas de su época, con una mitad trasera que se asemejaba al Stout Scarab de 1935.
Nash continuó usando el nombre Ambassador en sus modelos superiores de 1949. El chasis independiente del Ambassador utilizado entre 1941 y 1948 se eliminó mediante la construcción de una carrocería monocasco portante para los modelos de 1949, un diseño que la compañía introdujo en el mercado en 1941 con los coches de la serie 600. La serie Ambassador siguió teniendo una distancia entre ejes de 121 plg (3073 mm) y el fabricante de automóviles afirmó que el nuevo diseño del chasis incluía 8000 puntos de soldadura, lo que lo hacía "de una y media a dos veces y media más rígido que los automóviles convencionales".
Después de que Nash lanzó su estilo de carrocería Airflyte, las ventas de Ambassador obtuvieron unas ganancias significativas al comercializar solo sedanes de cuatro y de dos puertas entre 1949 y 1951. Fueron fabricados en las factorías de Kenosha (Wisconsin) y de El Segundo (California).
Los Airflytes también presentaban asientos completamente reclinables que permitían a tres adultos dormir cómodamente en el vehículo. El Ambassador de 1950 se convirtió en uno de los primeros automóviles que no eran de General Motors en estar equipados con las transmisiones automáticas Hydramatic de GM. Los automóviles con transmisión automática estaban equipados con el arranque Selecto-lift, donde el conductor tiraba de la palanca de transmisión situada en la columna del volante hacia sí mismo para poner el motor en marcha. El primer parabrisas curvo de una pieza se instaló en 1949, y las ventanas de las puertas delanteras también presentaban vidrios curvados.
Mason creía que una vez que el mercado intervenido terminara después de Segunda Guerra Mundial, la mejor esperanza de supervivencia de la empresa residía en una gama de productos no abordada por otros fabricantes de automóviles en los Estados Unidos en ese momento: el coche compacto. Con las ventas de los Nash grandes aumentando por encima de las cifras de producción de antes de la guerra, Mason comenzó un programa de automóviles pequeños que finalmente emergería como el compacto Nash Rambler, reviviendo la marca tradicional Rambler.
| Año  | Motor                       | Potencia               | Transmisión                   | Muelles      | Batalla           | Largo             | Ancho              | Alto               | Espacio piernas delantero |
| ---- | --------------------------- | ---------------------- | ----------------------------- | ------------ | ----------------- | ----------------- | ------------------ | ------------------ | ------------------------- |
| 1949 | 234,8 plg³ (3,8 L) 1-bbl I6 | 112 HP (84 kW; 114 CV) | 3-marchas manual              | Helicoidales | 121 plg (3073 mm) | 201 plg (5105 mm) | 77,5 plg (1969 mm) | 63 plg (1600 mm)   | 41 plg (1041 mm)          |
| 1951 | 234,8 plg³ (3,8 L) 1-bbl I6 | 115 HP (86 kW; 117 CV) | 3-marchas manual o automática | Helicoidales | 121 plg (3073 mm) | 210 plg (5334 mm) | 77,5 plg (1969 mm) | 63,5 plg (1613 mm) | 41 plg (1041 mm)          |

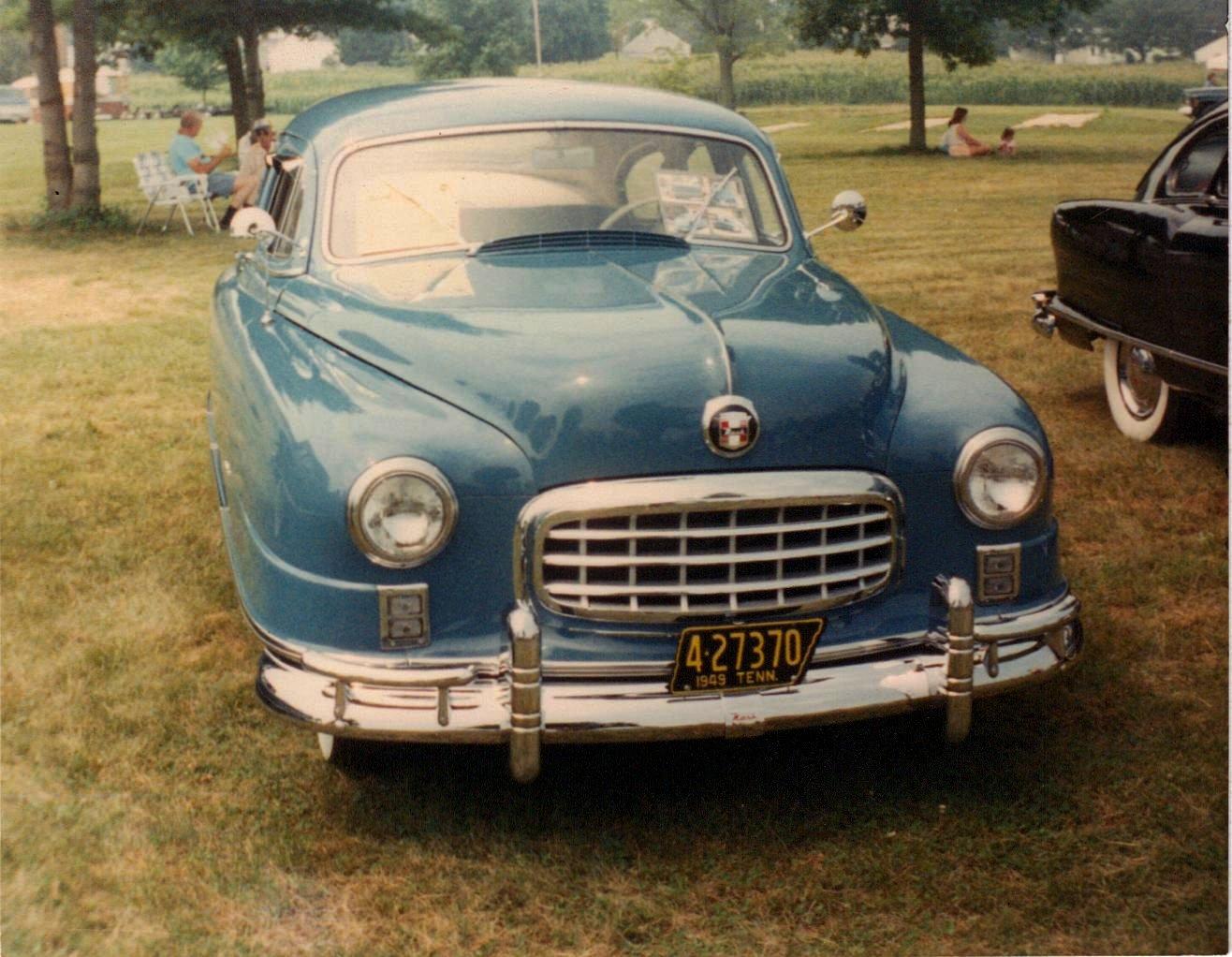
Nash Ambassador (1949)
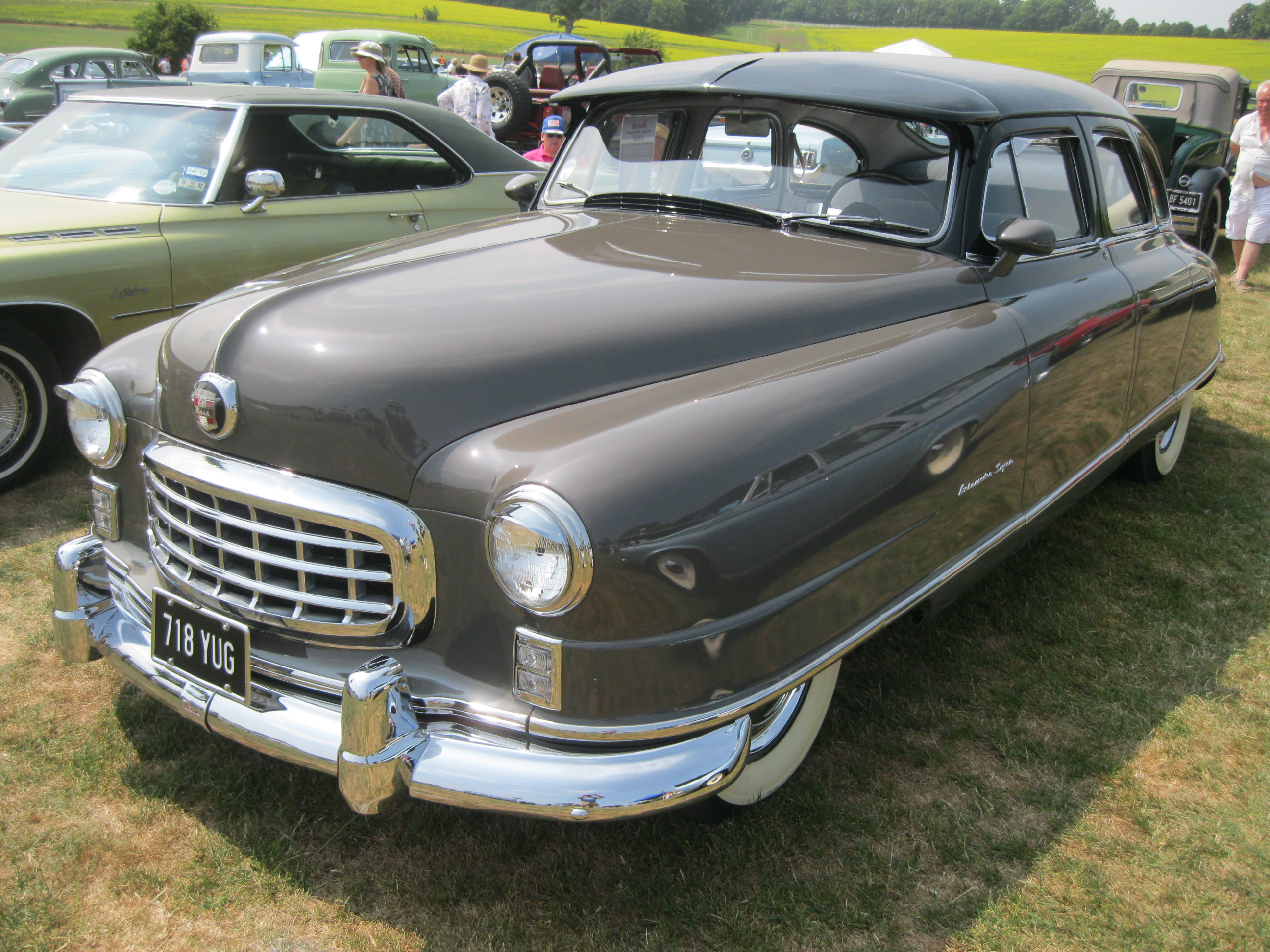
Nash Ambassador Super 4-puertas Sedán (1950)
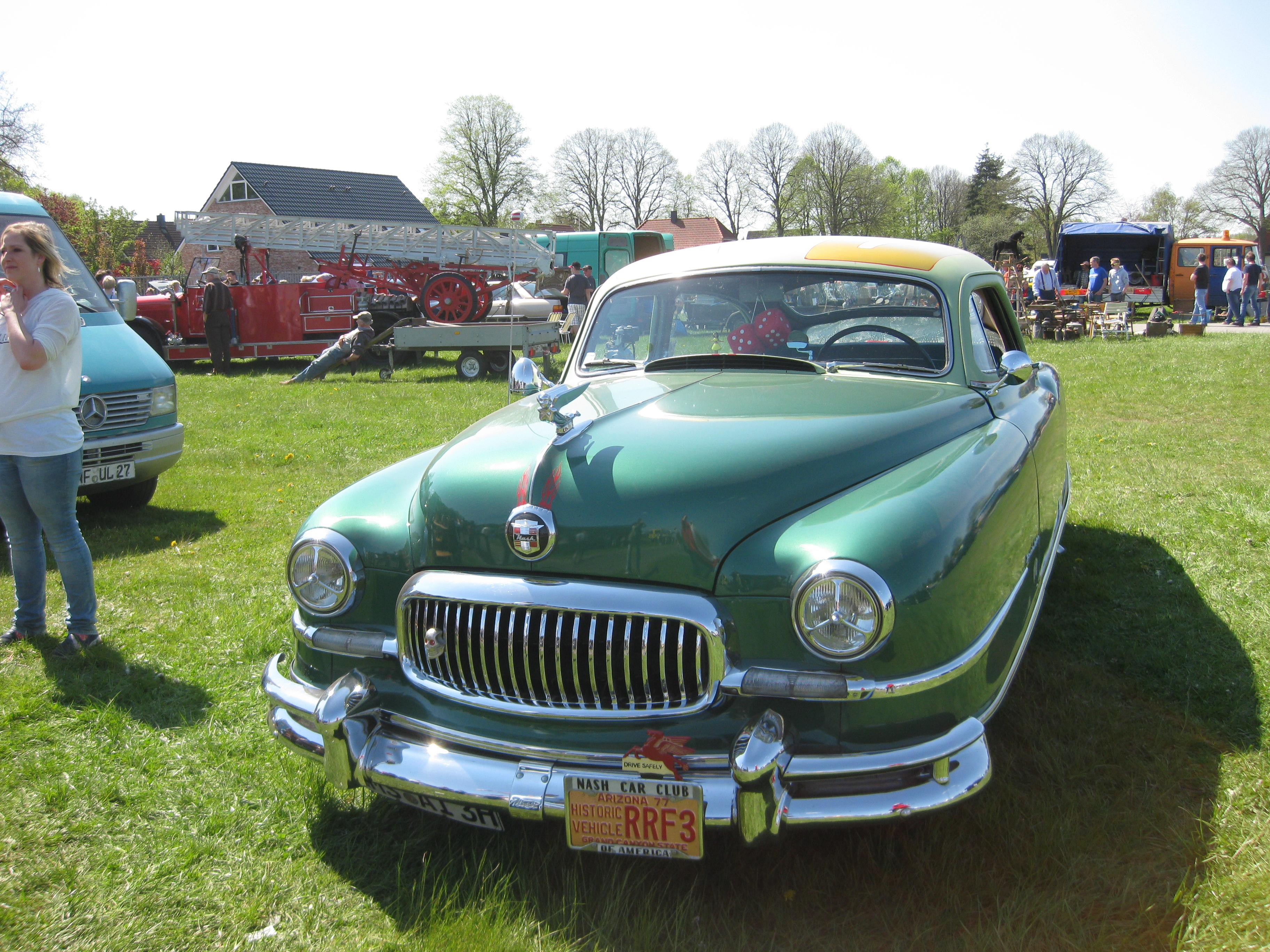
Nash Ambassador 2-puertas Sedán (1951)

## Los últimos Nash Ambassador

### 1952
El Nash Ambassador recibió un cambio de estilo completo en 1952 y celebró el 50 aniversario de la compañía cuando la empresa predecesora, la Thomas B. Jeffery Company, comercializó sus primeros automóviles en 1902.
El Golden Anniversary Nash Airflyte presentaba un estilo que se atribuía públicamente a Pininfarina, pero en realidad era una combinación del trabajo del carrocero italiano con ideas de Edmund E. Anderson, el diseñador principal de Nash. Los nuevos coches tenían líneas más convencionales que los anteriores Ambassador de 1949 a 1951 y recibieron varios premios de diseño. Los sedanes grandes "con carrocería envolvente" siguieron el patrón de las ruedas carenadas de Nash junto con las barras de parrilla confeccionadas por fundición ahora más grandes, con sus característicos "dientes". Se incorporaron a la producción varios toques europeos, como el pilar C inclinado hacia atrás y un "soporte para objetos" de rejilla interior montado sobre el parabrisas para guardar mapas y gafas de sol. Nash afirmó que las características de lujo y comodidad del Ambassador eran tan avanzadas "que otros coches nuevos parecen anticuados en comparación" y anunció que los Ambassador tenían los asientos más amplios y cómodos. El diseño de la carrocería de 1952 "eran atractivos tres volúmenes" que "que no se parecían a nada en la carretera" y los coches continuaron en 1954 casi sin cambios. Los modelos de 1955 recibieron una parrilla delantera revisada con faros integrales. La parte trasera fue rediseñada con aletas traseras más pronunciadas para 1956, mientras que el año final vio un nuevo frontal con faros "cuádruples" (dos faros apilados a cada lado).
El Ambassador de 1952 estaba disponible en las series "Super" y "Custom" como un sedán de dos o cuatro puertas y una versión de techo duro "Country Club" de dos puertas. El "Super" incluyó las características básicas de Nash y el "Custom" agregó tapicería de dos tonos con cojines de asiento con cubierta de espuma diseñados por Helene Rother, reloj eléctrico, señales de dirección, discos de rueda cromados y luces de cortesía interiores automáticas. El estándar era el motor "Super Jetfire" de 252,6 plg³ (4,1 L) y 120 HP (89 kW; 122 CV) I6; y estaba disponible con transmisión automática Hydramatic de doble rango opcional o una unidad Warner Gear de sobremarcha.
Debido a las restricciones de materiales causadas por la guerra de Corea, las ventas de Nash, como las de muchos otros fabricantes de automóviles, cayeron drásticamente en 1952. Con el fin de la guerra, comenzó una batalla por el liderazgo del mercado entre los dos grandes fabricantes de automóviles rivales históricos, y la guerra de ventas de 1954 entre Ford y Chevrolet significó que ambas divisiones enviaban vehículos a sus respectivos concesionarios sin importar si había pedidos para ellos. Los concesionarios de Ford y de GM a menudo eran más grandes, tenían finanzas más sólidas y ofrecían grandes descuentos para vender estos automóviles. Esto generó un alto costo de ventas a todos los fabricantes de automóviles independientes (como Hudson, Kaiser, Packard o Studebaker) y Nash no fue la excepción.

### 1953
El Ambassador recibió cambios menores, como pequeños espaciadores cromados en la toma de aire del capó. Los Ambassador estaban disponibles con carburadores dobles y una culata de aluminio de alta compresión produciendo 140 HP (104 kW; 142 CV) como la opción "Le Mans" a partir del Nash-Healey.

### 1954
En 1954, el Nash Ambassador fue el primer automóvil estadounidense en tener un sistema de calefacción, ventilación y aire acondicionado frontal totalmente integrado. El sistema de calefacción y ventilación se llamó Weather Eye, equipado con la unidad avanzada de climatización en vehículos de los Nash-Kelvinator. Mientras que otros fabricantes en Estados Unidos en ese momento ofrecían aire acondicionado en algunos modelos, sus unidades eran impulsadas por un expansor e intercambiador de calor grande y pesado montado en el maletero, que transportaba el aire al automóvil a través de tubos de plástico transparente hacia el techo. La unidad de Nash era económica, compacta, cabía debajo del capó, y podía hacer circular aire fresco o reciclado. Con un único control termostático, la opción de refrigeración por aire del habitáculo de Nash se describió como un sistema "bueno y notablemente económico". La opción tenía un precio muy por debajo de los sistemas ofrecidos por otros fabricantes de automóviles (en 1955, Nash la ofrecía por 345 dólares, contra los 550 de Oldsmobile o los 570 de Chrysler). Otros fabricantes como Ford ni siquiera ofrecían aire acondicionado opcional. En aquel entonces, incluso la calefacción no siempre era un equipo estándar.
El Ambassador continuó con solo algunos cambios. Se agregaron una nueva parrilla cóncava "flotante" y biseles de los faros parcialmente cromados en la parte delantera. Un panel de instrumentos rediseñado supuso un cambio importante en el interior. El acabado básico se llamó "Super", mientras que los modelos "Custom" superiores presentaban un compartimento para la rueda de repuesto tipo continental (adosado a la parte trasera) y muchas otras mejoras estaban disponibles en las formas sedán de 4 puertas y hardtop "Country Club" de dos puertas. El motor I6 de 252,6 plg³ (4,1 L) estándar ahora rendía 130 HP (97 kW; 132 CV) a 3700 rpm con su relación de compresión de 7,6:1 y un carburador Carter de un solo cuerpo.
Nash-Kelvinator se fusionó con Hudson Motor Car Company a partir del 14 de enero de 1954 para formar American Motors Corporation (AMC), y tanto los distribuidores de Nash como de Hudson vendieron los Rambler de tamaño compacto que eran idénticos salvo por el distintivo "Nash" o "Hudson". Aunque se siguieron comercializando los modelos "sénior" de Nash y Hudson, eran las ventas del Rambler las que impulsaban los resultados de la empresa. A medida que aumentaba la popularidad del Rambler compacto, disminuían las ventas de los coches Nash sénior, incluido el Ambassador. En 1954 se construyeron un total de 21.428 unidades del Ambassador.

### 1955
El estilo del Airflyte entró en su última temporada con las versiones de 1955 muy remodeladas, creadas bajo la dirección de Edmund E. Anderson. Los parabrisas envolventes "Scenaramic" acompañaron un tratamiento frontal completamente nuevo con una nueva parrilla ovalada que incorporaba los faros. Los guardabarros delanteros presentaban pasos de rueda elevados que dejaban ver las ruedas delanteras más desde que Nash había lanzado sus modelos de 1949. Los Ambassador ahora estaban disponibles por primera vez con un motor V8, suministrado por Packard como parte de la idea de George W. Mason de que Packard se uniera a AMC para ayudar a lograr la economía de escala frente a los tres grandes fabricantes de automóviles nacionales. El V8 de 320 plg³ (5,2 L) produjo una potencia de 120 HP (89 kW; 122 CV) y se acopló a la transmisión automática Ultramatic de Packard.

### 1956
Los modelos Ambassador presentados para 1956 fueron fuertemente rediseñados en la parte trasera,incluyendo grandes luces tipo "lollipop" (paleta de caramelo) y se ofrecieron en distintos esquemas de colores de dos y tres tonos. La línea Ambassador se redujo al "Super" sedán con motores I6, así como a los sedanes "Super" y "Custom" con motor V8, además del "Custom Country Club" de techo rígido. El Packard V8 estuvo disponible hasta abril de 1956, después de lo cual AMC instaló su propio motor V8 de 250 plg³ (4,1 L) capaz de producir 190 HP (142 kW; 193 CV), y los coches pasaron a llamarse "Ambassador Special".

### 1957
Los modelos de 1957 fueron los primeros automóviles equipados con faros "cuádruples" como equipo estándar; en este caso, apilados verticalmente en los "pontones" del guardabarros delantero. 1957 también vio las aberturas de los pasos de las ruedas delanteras agrandados aún más, a un tamaño casi "normal". Las ruedas eran ahora de 14 pulgadas con neumáticos estándar de 8,00x14.
El motor estándar del Ambassador de 1957 era el propio V8 de AMC, un moderno diseño de válvulas en cabeza que desplazaba 327 plg³ (5,4 L). Presentaba un cigüeñal de acero forjado, un carburador de 4 cuerpos y escapes dobles. El nuevo motor rendía una potencia de 255 HP (190 kW; 259 CV) y 345 pies·libra fuerza (467,8 N·m) de par motor. Disponibles como opciones estaban una transmisión manual de 3 velocidades, una unidad de sobremarcha automática o la transmisión automática Ultramatic de Packard. Las características estándar de los modelos "Custom" incluían frenos eléctricos, asientos delanteros reclinables ajustables individualmente, apoyabrazos central del asiento trasero, adorno para el capó y muchos detalles más. Las superficies especiales de los asientos de cuero eran opcionales, así como un juego de neumáticos con rueda de repuesto de tipo continental.
Después de la producción de menos de 3600 vehículos Nash grandes, el Nash Ambassador final salió de la línea de producción de Kenosha en el verano de 1957. Sin embargo, el Ambassador, como nombre de los modelos de primera línea, continuaría comercializándose bajo las marcas Rambler y AMC hasta 1974.

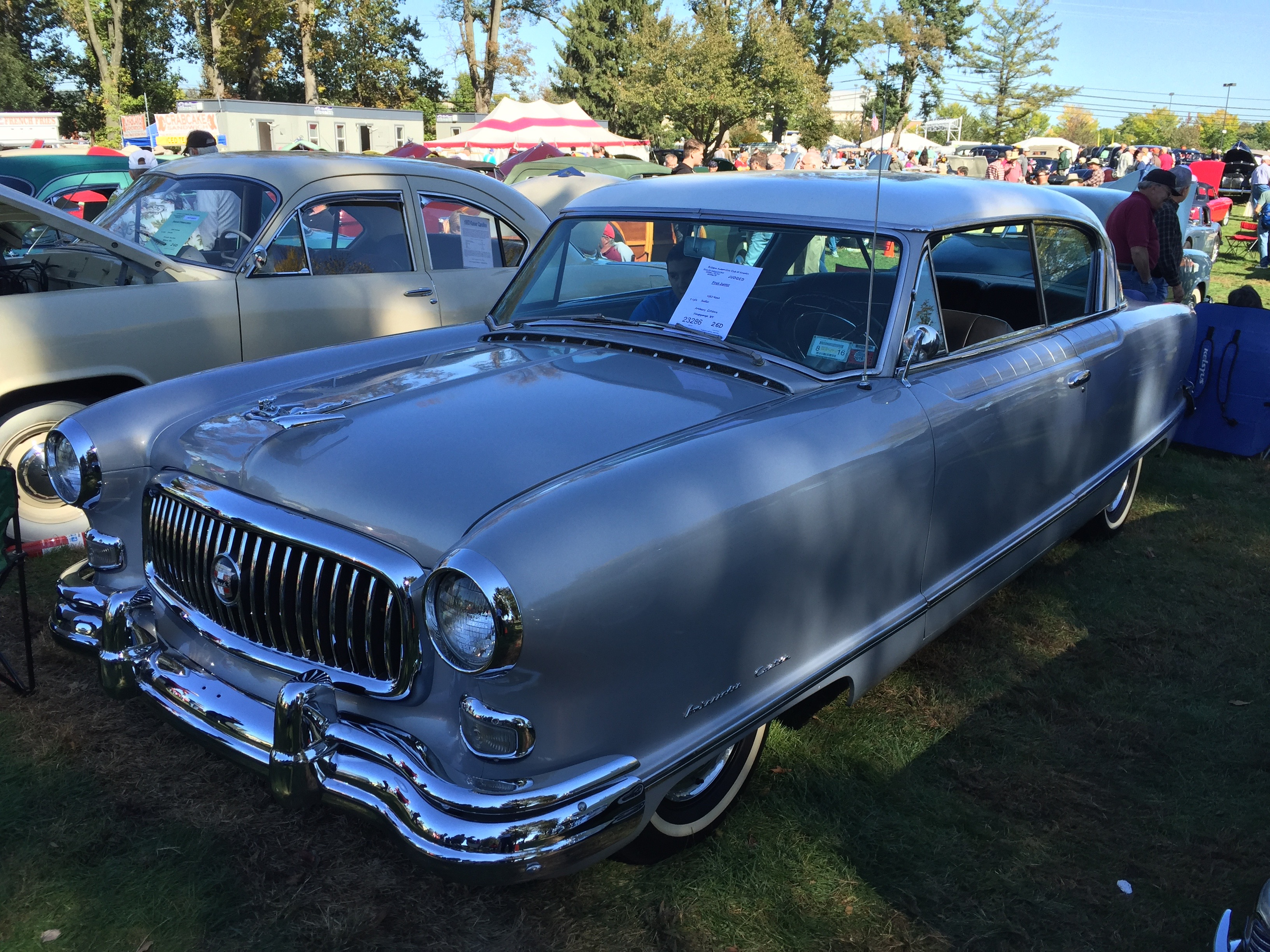
Nash Ambassador Country Club (1953)
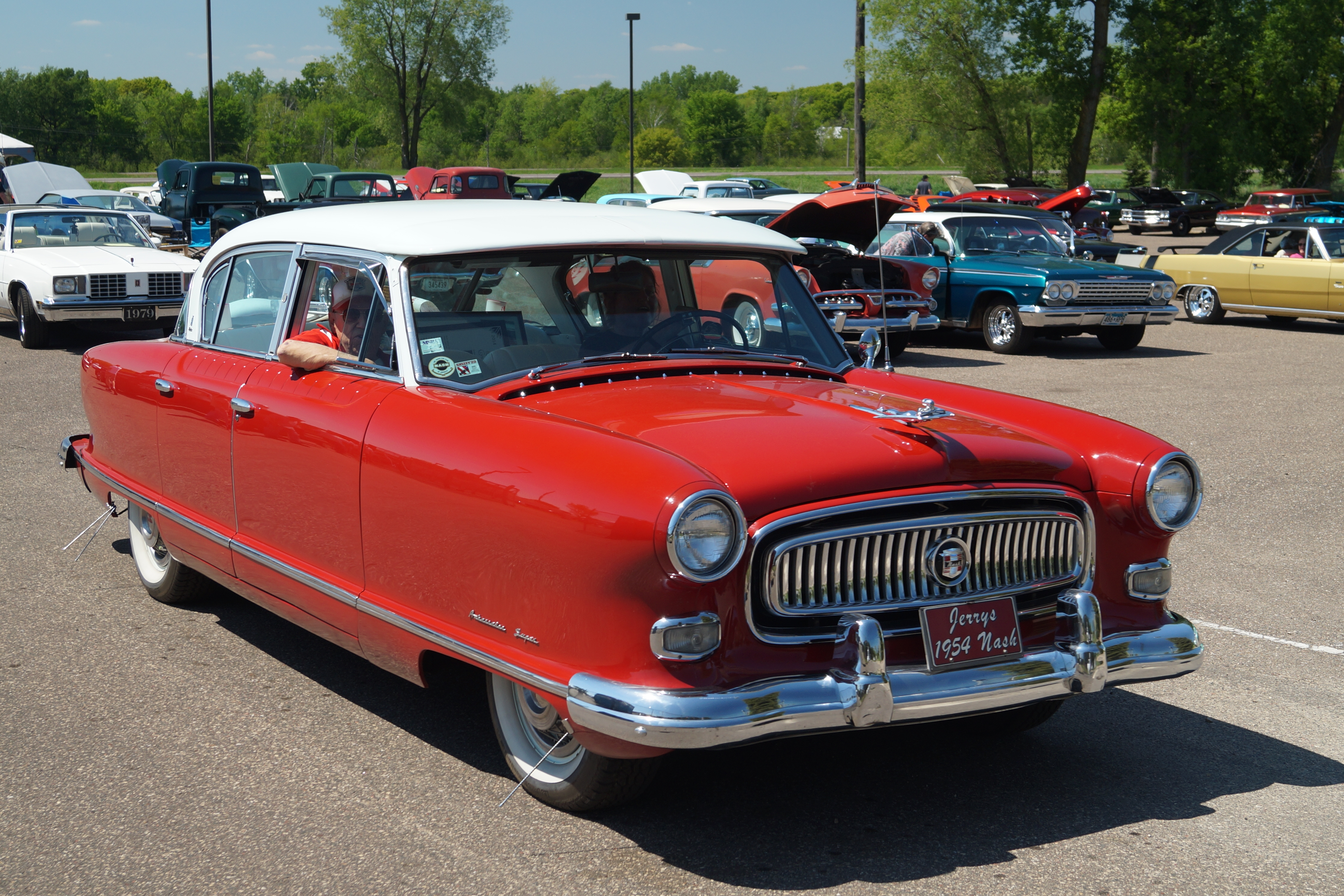
Nash Ambassador Custom sedán (1954)
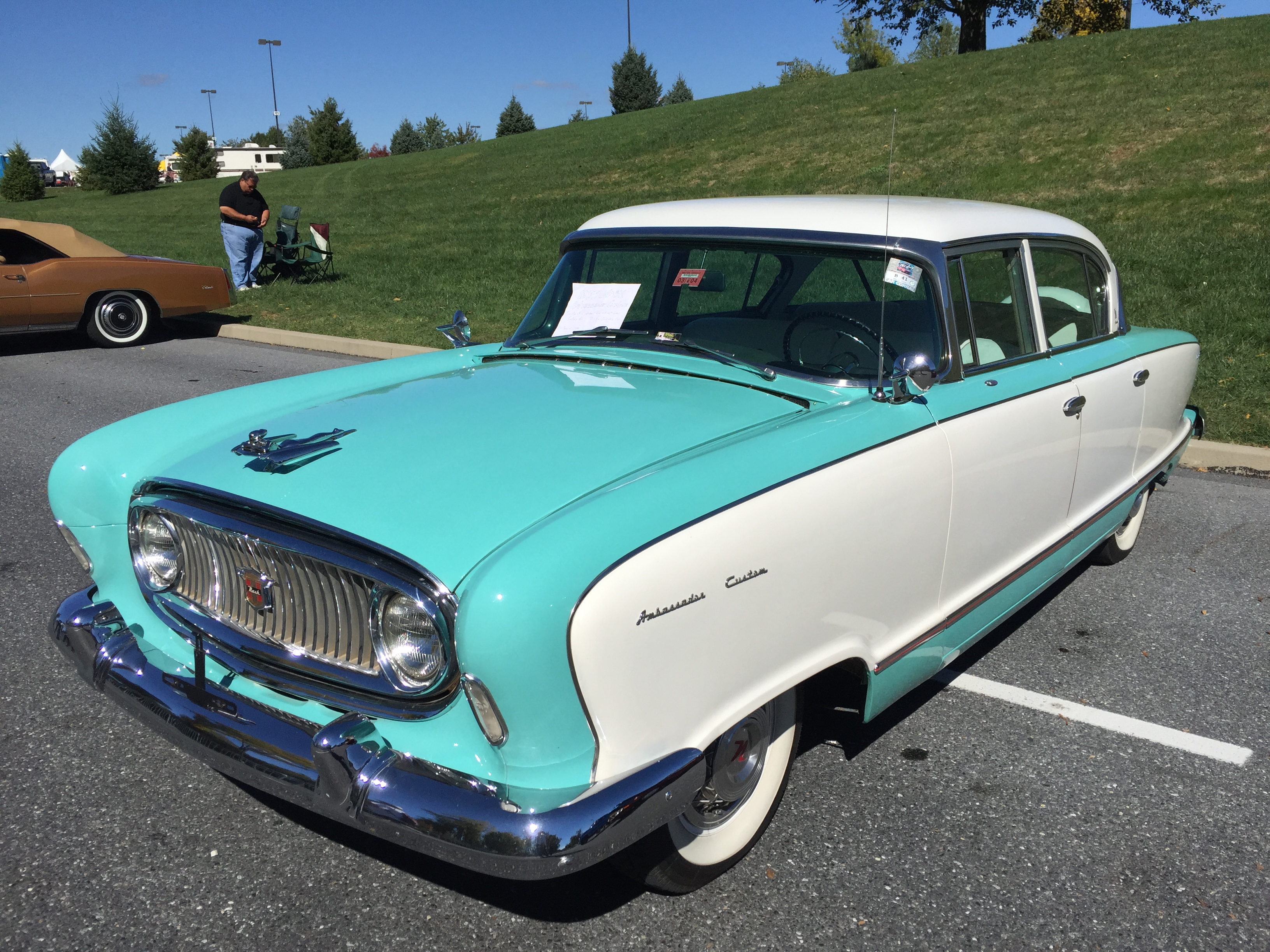
Nash Ambassador Custom sedán LeMans (1955)
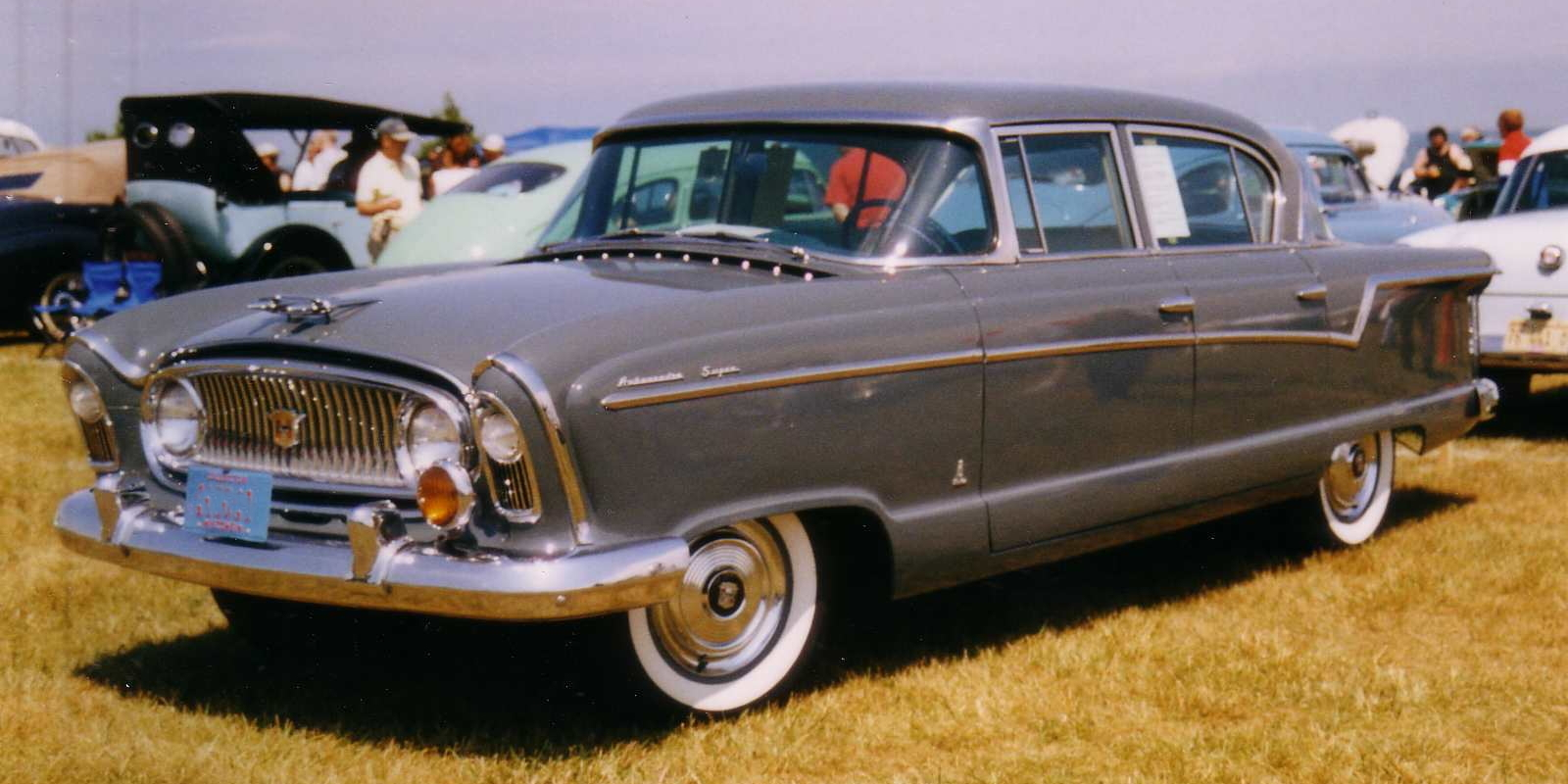
Nash Ambassador sedán (1956)
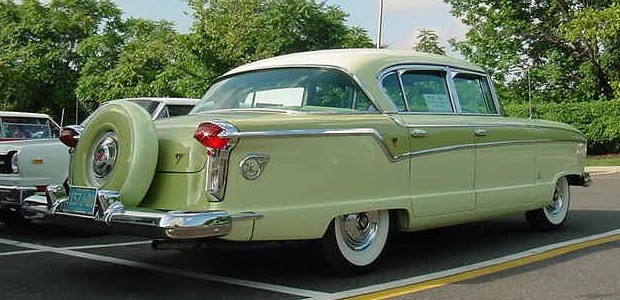
Nash Ambassador sedán con rueda de repuesto Continental (1956)
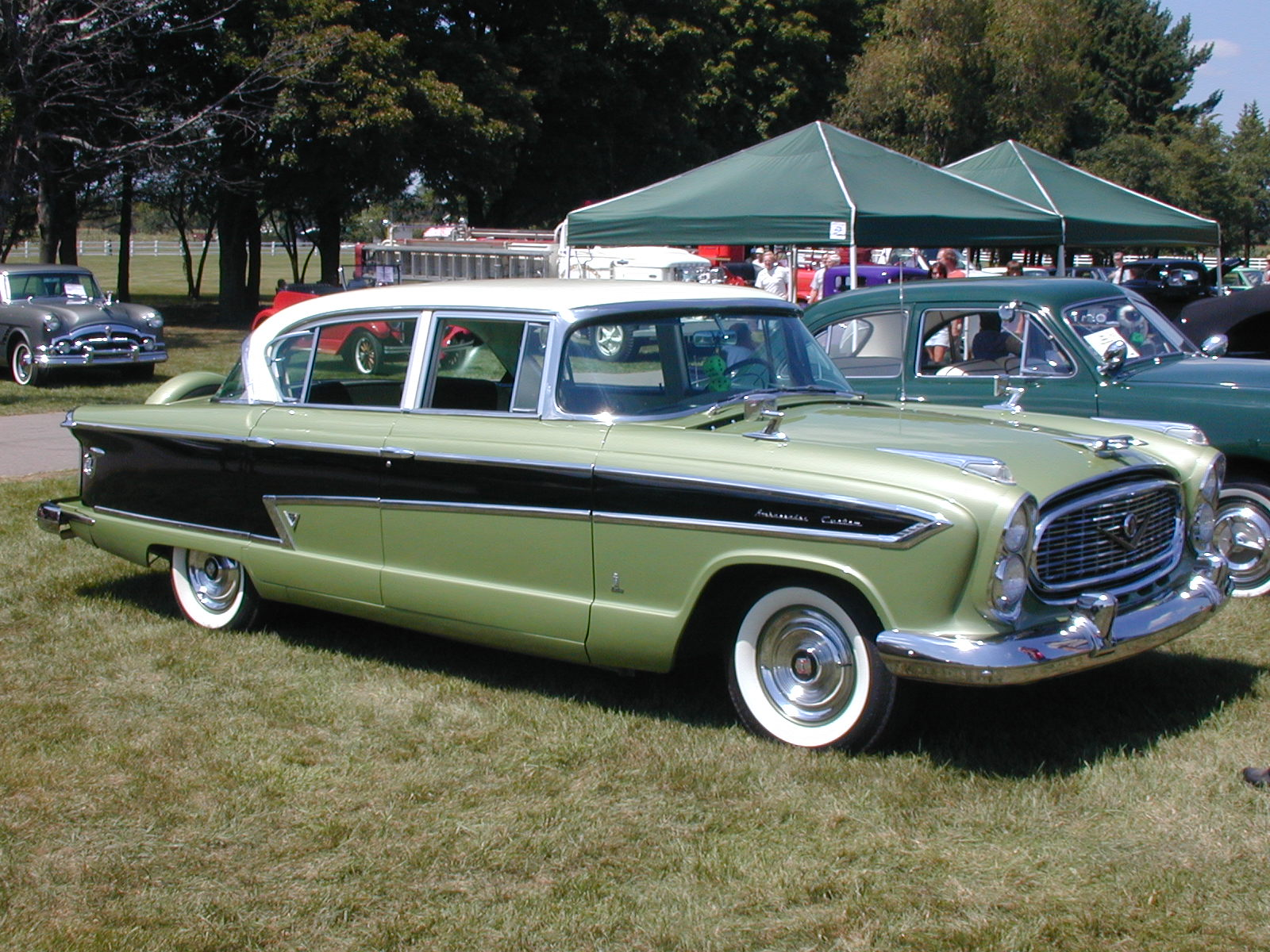
Nash Ambassador Custom 4-puertas sedán (1957)

## Automovilismo

### Pruebas de resistencia
Se inscribieron ocho Nash Ambassador en la Carrera Panamericana de 1950, una carrera de resistencia de 2172 millas (3495 km) que se llevó a cabo durante cinco días en México. 47 de los 126 coches que iniciaron este "concurso de proporciones heroicas y vastas distancias" se clasificaron como finalistas. Tres Ambassador terminaron las nueve etapas, pero el auto mejor clasificado fue descalificado.
El Ambassador de 1950 conducido por Roy Pat Conner estaba en sexto lugar después de la octava etapa, 33 minutos detrás del líder, cuando Connor se puso demasiado enfermo para continuar. Curtis Turner, que compartió otro Ambassador de 1950 con Bill France, Sr., ocupó el coche de Conner por su posición superior en la carrera, reemplazando a Conner al volante y dejando a France continuar en su auto original sin él. En la etapa final, Piero Taruffi, posiblemente el corredor de ruta más experimentado de la carrera, había llevado su Alfa Romeo 6C a la cuarta posición cuando Turner lo pasó en las montañas tras enfrentarse con el "estilo meridional" del piloto italiano, hasta que este cedió. Taruffi superó al Nash cuando tuvo que detenerse temporalmente por un pinchazo. Al final, Taruffi estaba a la vista de Turner, pero Turner terminó por delante en el tiempo transcurrido, superando a Taruffi por 3,5 minutos. Esto puso a Turner en el tercer lugar de la general, detrás de un Cadillac 62. Finalmente, sería descalificado cuando una revisión rápida por parte de los jueces de la carrera mostró que las reglas prohibían específicamente cambiar la tripulación de un coche durante la carrera.
Bill France finalmente se retiró de la carrera por un accidente, pero el automóvil dañado fue conducido de regreso a los Estados Unidos, donde France y Turner lo usaron durante una temporada completa de dirt track racing en el Sur de Estados Unidos. El piloto mexicano S. Santoyo se clasificó en el puesto 36 con su Nash de 1949, mientras que otro Ambassador de 1949 conducido por Manuel Luz Meneses y José O'Farrill Larranoga terminó en el puesto 39. En total, cuatro Nash se estrellaron, mientras que un quinto coche se retiró por problemas en el motor.

### NASCAR
Nash Motor Company fue el primer fabricante que apoyó activamente las carreras de NASCAR. Proporcionó patrocinio directo de fábrica para las temporadas de la Copa Sprint de 1950 y 1951. Para 1950, Nash reclutó y firmó a las estrellas Curtis Turner y Johnny Mantz.
- North Wilkesboro Speedway: el 24 de septiembre de 1950, Ebenezer "Slick" Smith conducía un Nash Ambassador, pero se estrelló a la mitad de la carrera y terminó 20.º de 26 participantes.[40] Este era el mismo coche que Bill France había estrellado en la Carrera Panamericana.
- Carrell Speedway (Gardena (California)): el 8 de abril de 1951, el Nash Ambassador de Johnny Mantz terminó la carrera de 200 vueltas en segundo lugar.[41] Sin embargo, Ebenezer "Slick" Smith estaba conduciendo el coche en el banderas de carreras en relevo de Mantz.[42]

Para la temporada de NASCAR de 1951, otros fabricantes de automóviles se involucraron más en el patrocinio.
- Circuito playero de Daytona: el 11 de febrero de 1951, Bill Holland conduciendo un Nash Ambassador se encontró con problemas mecánicos al principio del evento de apertura de temporada para terminar 47.º de los 54 coches que comenzaron la carrera NASCAR Grand National.[43]
- Circuito de Charlotte: el 1 de abril de 1951, Curtis Turner ganó la carrera NASCAR Grand National de 150 vueltas con su Nash Ambassador.[44] Este fue el único primer lugar para el Nash Ambassador de gran tamaño en la serie NASCAR Grand National como el automóvil conducido a la victoria en la carrera NASCAR Short Track Grand National de 400 vueltas en Lanham, Maryland por Tony Bonadies el 14 de julio. 1951, fue el nuevo Nash Rambler de tamaño compacto.[45]
- Circuito de Michigan State Fairgrounds: el 12 de agosto de 1951, el Nash Ambassador fue el coche de seguridad oficial de la carrera "Motor City 250", siendo conducido por el presidente de la NASCAR, Bill France.[46] Tim Flock ganó la carrera en un Hudson, recibiendo 7001 dólares en efectivo y un nuevo Nash Ambassador.[46]